# Semyon Vasilyevich Konovalov
Semyon Vasilyevich Konovalov (15 tháng 2 năm 1921 – 4 tháng 4 năm 1989), Ách xe tăng Liên Xô, Anh hùng Liên Xô trong Chiến tranh Vệ quốc Vĩ đại. Ngày 13 tháng 7 năm 1942, trong chiến dịch Voronezh-Voroshilovgrad, trong một trận đánh đơn lẻ, ông đã chỉ huy kíp xe tăng KV-1 của mình tiêu diệt 16 xe tăng và pháo tự hành của quân Đức quốc xã.

## Tiểu sử

### Xuất thân
Ông sinh ngày 15 tháng 2 năm 1921 trong một gia đình nông dân tại làng Yambulatovo thuộc vùng Sviyazhsky của Công hòa Xô viết tự trị Tatarstan. Theo một số tài liệu thì ông là người Nga, một số tài liệu khác lại ghi ông là người Chuvash. Nhiều nhà nghiên cứu hiện đại thiên về giả thuyết sau.
Trước chiến tranh, Konovalov được học trung học. Sau đó, ông từng làm việc tại bưu điện trước khi gia nhập Hồng quân năm 1939.

### Bước vào cuộc Chiến tranh vệ quốc vĩ đại
Mùa hè năm 1941, sau khi tốt nghiệp Trường Bộ binh Kuibyshev với quân hàm Trung úy, ông được điều động ra mặt trận với tư cách là chỉ huy trung đội xe tăng trong một đại đội xe tăng độc lập thuộc Sư đoàn súng trường biên phòng 125, đóng tại Litva. Đại đôi của ông được trang bị xe tăng BT-7 có tốc độ cao, nhưng thua kém xe tăng Đức cả về lớp giáp và vũ khí trang bị. Trong những trận chiến khốc liệt, tháng 8 năm 1941, Konovalov bị thương nặng và được đưa đến bệnh viện hậu phương ở Vologda. Cuối tháng 10, Konovalov hồi phục và được gửi đến một trung tâm huấn luyện ở Arkhangelsk để làm một giáo viên huấn luyện. Mặc dù vậy, Konovalov vẫn thường xuyên gửi các đề đạt được trở lại mặt trận. Tháng 4 năm 1942, ông được điều động ra chiến trường, làm chỉ huy trưởng một trung đội xe tăng hạng nặng "KV" thuộc Lữ đoàn xe tăng cận vệ 5. Tháng 6 năm 1942, ông được điều chuyển đến một vị trí tương tự trong Lữ đoàn xe tăng 15 thuộc Tập đoàn quân 9.

### Trận chiến huyền thoại
Giữa tháng 7 năm 1942, các Sư đoàn thiết giáp số 14 và 22 của Đức đã hoàn thành cuộc đột phá thọc sâu, bao vây các tập đoàn 9, 38 và một phần tập đoàn quân 24 của Liên Xô. Quân Đức cố gắng tiêu diệt các cụm quân Liên Xô đang bị bao vây, và sau đó phát triển tấn công về hướng Stalingrad và Kavkaz. Trong những trận chiến khốc liệt đó, Lữ đoàn xe tăng 15 đã phải liện tục đánh các trận phòng ngự dày đặc. Đến ngày 13 tháng 7, trung đội của Trung úy Konovalov chỉ còn lại một chiếc xe tăng KV-1 do chính ông chỉ huy, mà chính nó cũng phải chịu nhiều hư hại qua các trận chiến.
Bằng nỗ lực chung, đến sáng ngày 13 tháng 7 năm 1942, kíp xe của Konovalov (bao gồm chỉ huy Konovalov, lái chính Kozyrentsev, lái phụ Cherevinsky, xạ thủ Akinin, pháo thủ Gerasimchuk và điện đài viên Dementyev) đã đưa chiếc xe tăng vào hoạt động trở lại. Khi đó, Lữ đoàn xe tăng 15 nhận được lệnh di chuyển về tuyến phòng thủ mới chặn đường tiến của quân Đức. Tuy nhiên, khi đến khu vực gần nông trang Nizhnemityakin ở quận Tarasovsky, vùng Rostov thì chiếc xe tăng lại trục trặc do hệ thống cung cấp nhiên liệu bị lỗi. Chỉ huy lữ đoàn Pushkin đã quyết định không thể chờ đợi kíp xe của Konovalov, vì điều này gây nguy hiểm cho việc hoàn thành nhiệm vụ chiến đấu. Lữ đoàn tiếp tục di chuyển, để lại chiếc xe tăng KV-1 tự sửa chữa với sự hỗ trợ của kỹ thuật viên Serebryakov.
Sau khi sửa chữa xong, Konovalov cho xe chuẩn bị đuổi theo đơn vị. Tuy nhiên, ngay khi đó, hai xe bọc thép trinh sát của Đức xuất hiện. Tuy bất ngờ, nhưng kíp xe của Konovalov đã kịp nổ súng trước và tiêu diệt một xe bọc thép. Chiếc còn lại vội vã quay đầu bỏ chạy. Biết rằng lực lượng chính của quân Đức sẽ nhanh chóng ập đến, Konovalov đã quyết định tiếp chiến. Ông cho xe di chuyển vào một khe núi, chiếm vị trí phục kích có lợi do thân xe được che chắn, đồng thời chiếm lĩnh khả năng khống chế bao quát tuyến di chuyển của quân Đức.
Không lâu sau đó, một đội hình dài với 75 xe tăng Đức xuất hiện. Các lính tăng chờ những chiếc xe tăng đi đầu của quân Đức tiến đến gần trong khoảng cách 500 - 600 mét mới nổ súng. Bị bất ngờ, quân Đức nhanh chóng bị diệt mất 4 chiếc xe tăng, phải lùi lại để củng cố. Tin rằng mình bị phục kích bởi một đội hình xe tăng lớn của Liên Xô, quân Đức tổ chức đợt tiến công thứ 2 với hơn 55 chiếc xe tăng xung kích. Tuy nhiên, ở một vị trí thuận lợi, kíp xe của Konovalov tiếp tục tiêu diệt thêm 6 chiếc xe tăng Đức, buộc quân Đức một lần nữa phải lùi lại.
Lần này, quân Đức đã nhận ra là họ chỉ bị phục kích bởi một chiếc xe tăng duy nhất. Hỏa lực lập tức được tập trung để tiêu diệt chiếc xe tăng đơn độc này. Mặc dù vậy, kíp xe của Konovalov đã chủ động xuất kích hạ gục thêm 6 xe tăng, 1 xe bọc thép và 8 xe tải chở quân của Đức trước hết đạn và bị bắn hạ bởi pháo chống tăng hạng nặng.

### Số phận ly kỳ
Ngày 14 tháng 7, chỉ huy lữ đoàn Pushkin ra lệnh cho các trinh sát xác minh số phận của kíp xe. Các trinh sát đã tìm thấy chiếc "KV" bị cháy cùng với thi thể một số thành viên của kíp lái, cũng như xác nhận các phương tiện bị phá hủy bởi kíp xe của Konovalov và điều tra cư dân địa phương. Theo báo cáo của các trinh sát, tổng cộng, kíp xe KV-1 đã hạ gục 16 xe tăng, 2 xe bọc thép và phá hủy 8 xe tải chở quân của Đức trong trận chiến ngày 13 tháng 7 năm 1942. Phỏng đoán toàn bộ kíp xe đã hy sinh, dựa trên thành tích được các trinh sát xác minh và báo cáo, Đại tá Pushkin đã đề nghị truy tặng Trung úy Konovalov danh hiệu Anh hùng Liên Xô.
Trên thực tế, sau khi chiếc xe tăng bị bắn cháy, Konovalov cùng các đồng đội sống sót đã cố gắng thoát ra ngoài qua cửa sập bên dưới của chiếc xe tăng. Trên đường tìm về đơn vị, vào ngày thứ tư, họ đã gặp một kíp lái xe tăng Panzer IV của Đức Quốc xã đang dừng lại nghỉ ngơi. Các lính tăng Liên Xô đã nổ súng tiêu diệt kíp lái Đức, chiếm giữ chiếc xe tăng và trở về một cách thần kỳ với quân Liên Xô mà không bị bắn nhầm. Vì đã tách rời quá xa đội hình của lữ đoàn xe tăng 15, Konovalov cùng các đồng đội của mình đã được đăng ký vào biên chế một đơn vị xe tăng khác.
Do vòng vây của quân Đức ở gần Millerovo là khá mỏng, cho phép các cánh quân của Tập đoàn quân 9 có thể đột phá một phần thoát khỏi vòng vây. Trong thời gian ba tháng chiến đấu đột phá vòng vây, kíp xe của Trung úy Konovalov đã chiến đấu trên "chiến lợi phẩm" thu được từ quân Đức. Để tránh nhầm lẫn, một ngôi sao đỏ đã được sơn trên tháp pháo. Trong thời gian này, kíp xe ông được ghi nhận đã bắn hạ thêm 4 xe tăng Đức, gây thiệt hại nhiều xe khác và nghiền nát 5 khẩu pháo của quân Đức.

Bài báo về Konovalov trên báo "Người Tatar Đỏ" số 109 ngày 03/06/1944.

Mãi ngày 4 tháng 11 năm 1942, Konovalov một lần nữa bị thương. Khi này, đơn vị cũ mới nhận được tin là ông vẫn còn sống. Ngày 31 tháng 3 năm 1943, theo Sắc lệnh của Đoàn Chủ tịch Xô viết Tối cao Liên Xô "vì lòng dũng cảm đặc biệt", Semyon Vasilyevich Konovalov đã được tặng thưởng danh hiệu Anh hùng Liên Xô cùng Huân chương Lenin và huân chương Sao vàng (Số 1019). Sau khi nhận thưởng, Konovalov đã được nghỉ phép để về chia vui cùng mẹ. Khi ông về đến nhà và  gõ cửa, mẹ ông đã bật khóc và nói: "Hãy đi đi! Semyon của tôi đã hy sinh, đây là giấy báo tử... ". Sau khi về nhà được vài ngày, ông đã quay trở lại mặt trận.
Konovalov đã đi qua các trận chiến tại Stalingrad, Kursk, và kết thúc chiến tranh ở Đức với tư cách chỉ huy một tiểu đoàn xe tăng.

### Sau chiến tranh
Năm 1946, Konovalov được chuyển sang ngạch dự bị, và năm 1950 ông lại được biên chế vào Lục quân Xô Viết. Năm 1952, ông tốt nghiệp Trường Thiết giáp Sĩ quan Cao cấp Leningrad. Kể từ năm 1956, ông là trung tá trong lực lượng dự bị, và sau đó xuất ngũ.
Sau khi xuất ngũ, ông sống ở thành phố Kazan và làm việc trong một nhà máy sản xuất máy tính điện tử.
Ông qua đời ngày 4 tháng 4 năm 1989 và được chôn cất ở Kazan, tại nghĩa trang Arsk . Ông là người cuối cùng còn sống trong kíp xe ngày 13 ngày 7 năm 1942. Tất cả thành viên còn lại đã hy sinh hoặc mất tích trong chiến tranh.

## Giải thưởng

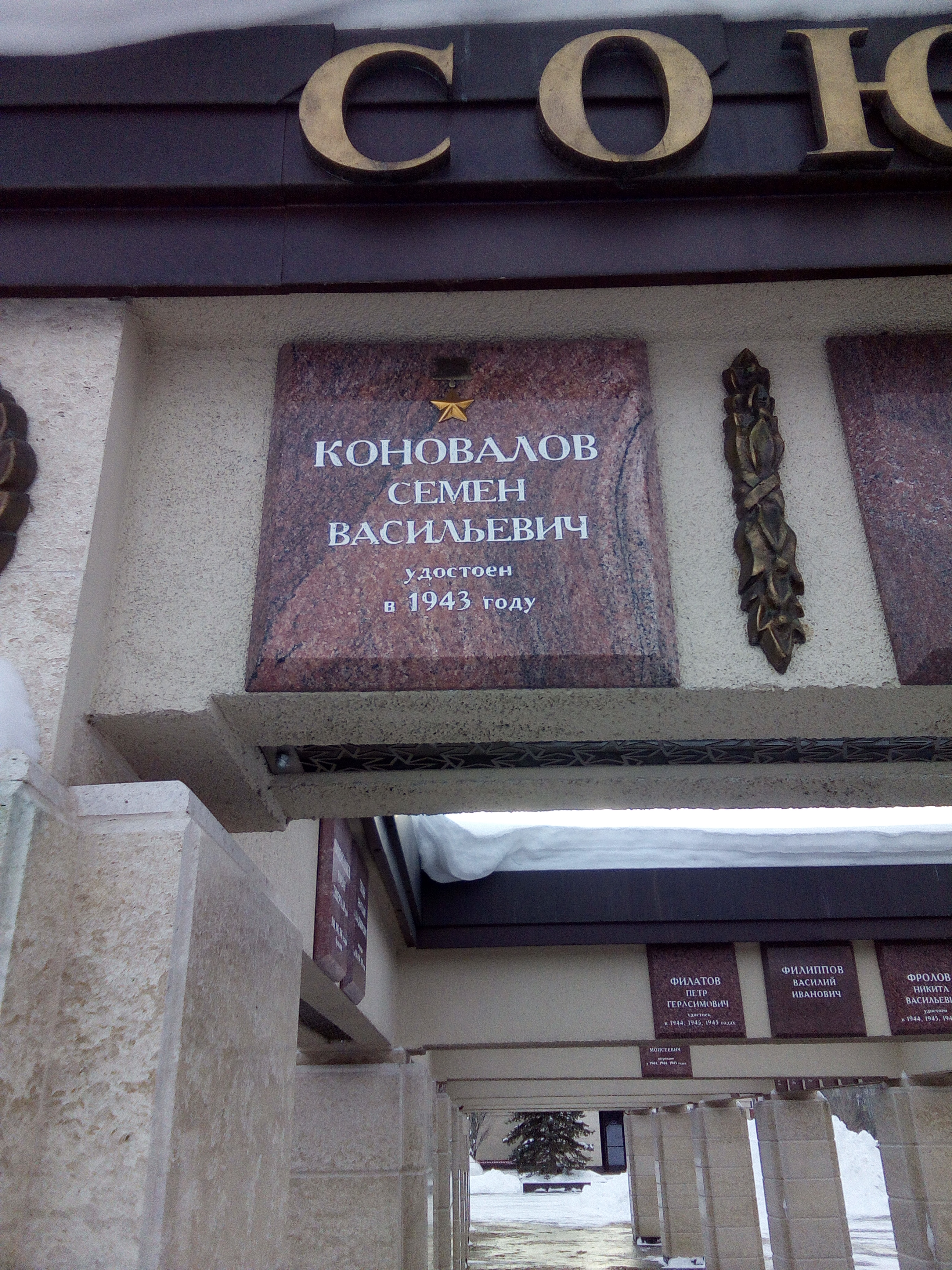
Bảng tưởng niệm ghi tên Konovalov trong Công viên Chiến thắng của thành phố Kazan.

- Huân chương "Sao vàng" Anh hùng Liên Xô (1943)[7];
- Huân chương Lenin (1943);
- Huân chương Chiến công vệ quốc, hạng 1 (năm 1985);
- Huân chương bảo vệ Stalingrad

## Thông tin thêm về các thành viên của kíp xe
- Semyon Vasilyevich Konovalov, Trung úy, trưởng xe. Sống sót sau trận chiến ngày 13/7/1942, qua đời năm 1989. Được phong tặng danh hiệu Anh hùng Liên Xô cùng với Huân chương Lenin và huy chương Sao vàng
- Pavel Ivanovich Kozyrentsev, Thượng sĩ, lái chính. Sống sót sau trận chiến ngày 13/7/1942, mất tích vào tháng 11 năm 1943. Được trao tặng Huân chương Chiến tranh Vệ quốc, hạng 1.
- Ivan Adamovich Cherevinsky, Trung sĩ, lái phụ. Hy sinh trong trận chiến ngày 13/7/1942. Được truy tặng Huân chương Sao Đỏ.
- Kirill Gavrilovich Akinin, Thượng sĩ, xạ thủ súng máy. Hy sinh trong trận chiến ngày 13/7/1942. Được truy tặng Huân chương Sao Đỏ.
- Yakov Antonovich Gerasimchuk, Trung sĩ, pháo thủ chính. Sống sót sau trận chiến ngày 13/7/1942, mất tích vào tháng 6 năm 1944. Được trao tặng Huân chương Lenin.
- Dementyev, điện đài viên (tên, phụ danh, cấp bậc, thông tin phần thưởng...chưa rõ). Hy sinh trong trận chiến ngày 13/7/1942.
- Mikhail Sergeyevich Serebryakov, Kỹ thuật viên quân sự hạng 2 (tương đương Trung úy kỹ thuật), kỹ thuật viên. Sống sót sau trận chiến ngày 13/7/1942, hy sinh ngày 1/5/1943. Thông tin phần thưởng chưa rõ.

## Ký ức
- Năm 2005, Phố Vladimirskaya thứ 2 ở Kazan được đổi tên để vinh danh anh hùng lính tăng Semyon Konovalov [8] [1].
- Vào tháng 12 năm 2019, một tấm bảng tưởng niệm đã được lắp đặt trên mặt tiền của một ngôi nhà trên Phố Kirpichnikov, 15 ở Kazan, nơi Semyon Konovalov sống từ năm 1961 đến năm 1989 [9].
- Trong Công viên Chiến thắng Kazan, bảng tên của Semyon Vasilyevich Konovalov đã được lắp đặt.

### Trong văn hóa và nghệ thuật
- Konovalov là nguyên mẫu của nhân vật chính trong phim truyện "Kiên cường" [10].

## Văn chương
- Герои Советского Союза: Краткий биографический словарь / Пред. ред. коллегии И. Н. Шкадов. — М.: Воениздат, 1987. — Т. 1 /Абаев — Любичев/. — 911 с. — 100 000 экз. — ISBN отс., Рег. № в РКП 87-95382.

## Các bài báo và ấn phẩm
- А. Докучаев. Танковые асы. Кто они? // Техника и оружие. — 1995. — № 03—04.
- "Командиры, преподаватели и выпускники училища - Герои Советского Союза". Саратовское высшее командно-инженерное Краснознаменное ордена Красной Звезды училище имени Героя Советского Союза генерал-майора А.И. Лизюкова.
- Андрей Сидорчик (ngày 20 tháng 5 năm 2015). "Крепость по имени «КВ»". Аргументы и факты.
- Александра Дорфман. Забытый герой. Как боец выстоял против колонны врага и угнал немецкий танк // Аргументы и факты. — 2017. — № 7 от 14 февраля.
- Илья Щёголев (ngày 30 tháng 3 năm 2015). "Как советские танкисты восстали из мертвых и угнали немецкий танк". Российская газета.
- "Восставший из мертвых красноармеец угнал танк и получил награду Героя СССР".